# Cinnamomum gracillimum
Cinnamomum gracillimum är en lagerväxtart som beskrevs av André Joseph Guillaume Henri Kostermans. Cinnamomum gracillimum ingår i släktet Cinnamomum och familjen lagerväxter. Inga underarter finns listade i Catalogue of Life.